# Fédération internationale de rugby-fauteuil
La Fédération internationale de rugby-fauteuil, officiellement en anglais International Wheelchair Rugby Federation (IWRF) est une association sportive internationale qui fédère moins d'une centaine de fédérations nationales de rugby-fauteuil du monde entier.
Elle est chargée de l'organisation mondiale du rugby-fauteuil et de ses championnats, les règles et classification de la discipline ainsi que son développement.

## Histoire
En 1993, avec la participation active de 15 pays, le rugby en fauteuil roulant a été reconnu comme un sport officiel pour les athlètes ayant un handicap et la fédération internationale a été créée en tant que section sportive de la Fédération internationale des sports en fauteuil roulant de Stoke Mandeville. La même année, sept pays ont participé aux Jeux mondiaux en fauteuil roulant internationaux de Stoke Mandeville.
En 1994, le Comité international paralympique (IPC) a officiellement reconnu le rugby en fauteuil roulant en tant que sport paralympique. Les premiers Championnats du monde de rugby en fauteuil roulant ont eu lieu l'année suivante à Nottwil, en Suisse, avec huit équipes en compétition. En 1996, le rugby en fauteuil roulant a été inclus comme sport de démonstration aux Jeux paralympiques d’Atlanta avec 6 pays en compétition. En 1998, le Canada, à Toronto, a accueilli le deuxième Championnat du monde de rugby en fauteuil roulant IWRF, auquel 12 pays ont assisté.
Le rugby-fauteuil devient un sport officiel aux Jeux paralympiques de Sydney en 2000. En janvier 2010, l'IWRF devient une fédération sportive indépendante et est désormais membre à part entière du Comité international paralympique.

## Associations membres
| - Autriche - Belgique - République tchèque - Danemark - Finlande - France - Allemagne - Grande-Bretagne | - Irlande - Israël - Italie - Pays-Bas - Pologne - Russie - Suède - Suisse |

| - Bangladesh - Chine - Ghana - Hong Kong - Indonésie - Kenya | - Namibie - Népal - Nouvelle-Calédonie - Pakistan - Singapour - Émirats arabes unis |